# Robotech: Battlecry
Robotech: Battlecry est un jeu vidéo de tir à la troisième personne développé par Vicious Cycle Software et édité par TDK Mediactive, sorti en 2002 sur GameCube, PlayStation 2 et Xbox.

## Accueil
- GameSpot : 6,8/10[1]
- IGN : 8/10[2]
- Jeux vidéo Magazine : 13/20[3]